# Grupo Bon Preu
El Grupo Bon Preu es una empresa de alimentación española con sede en Las Masías de Voltregá, Barcelona, con unos 150 establecimientos en Cataluña y que emplea a unos 6200 trabajadores. El grupo trabaja con 3 marcas de supermercados: Bonpreu, supermercados de tamaño pequeño (bonpreu ràpid) o mediano; Esclat, hipermercados de grandes dimensiones con aparcamiento y sección de bazar entre otras y gasolineras Esclatoil, normalmente situadas al lado de los hipermercados de la enseña Esclat; y una cuarta con otro nombre fuera de Cataluña, los supermercados Orangután.

## Historia
El 7 de septiembre de 1974 abrieron su primer establecimiento a régimen de autoservicio en Manlleu. En 1988 inauguraron su primer hipermercado de Cataluña: el Esclat de Villafranca del Panadés. En 1995 el grupo da un paso adelante creando la primera gasolinera Esclatoil al lado del Esclat de Malla, en Vic. En 1998 potenciaron los supermercados económicos usando una nueva marca: Orangután.
Bonpreu siempre se ha caracterizado por potenciar el uso del catalán en sus establecimientos. En agosto de 2008 la empresa se adhirió a la campaña «Por favor, háblame en catalán» (Si us plau, parla'm en català), impulsada por varios organismos públicos y privados, y distribuyó 2.500 chapas a sus trabajadores con dicho mensaje.
A mediados de 2009 comenzó a negociar con el grupo de distribución Intermarché la adquisición de 54 establecimientos. El proceso terminó en febrero de 2010 con la compra de 51 locales, con una plantilla de 800 trabajadores. Los establecimientos ubicados fuera de Cataluña fueron vendidos a Carrefour y Lidl a excepción del ubicado en Benicarló.
A principios de 2011 el grupo decidió suprimir la enseña Orangután y transformar estos establecimientos en Bonpreu. Durante este ejercicio fiscal la empresa incrementó su facturación en un 7% respecto al periodo anterior.[cita requerida] En el mismo año, el grupo abre en Malla, un nuevo edificio, situado en el mismo espacio que el anterior, pero más alejado de la carretera C-17, que tiene un total de 6500 m², con almacenes incluidos, y cuenta con una galería comercial de unos 1500 m² más siendo la superficie comercial más grande de la comarca de Osona y el hipermercado Esclat más grande de Cataluña.[cita requerida]
En 2013 Bonpreu abre el segundo hipermercado más grande de Cataluña de la enseña Esclat en Palafrugell.[cita requerida]